# HD 113022
HD 113022，又名BD+19 2622，SAO 100366、HR 4926，是一颗恒星，视星等为6.2，位于銀經317.04，銀緯80.99，其B1900.0坐标为赤經12h 55m 44.3s，赤緯+18° 80.99′ 37″。